# Janževski Vrh
Janževski Vrh este o localitate din comuna Podvelka, Slovenia, cu o populație de 290 de locuitori.